# 1761 Edmondson
1761 Edmondson este un asteroid din centura principală, descoperit pe 30 martie 1952, de Goethe Link Obs..